# José García Aldave
José García Aldave (Caracas, Venezuela, 1 de agosto de 1845 - Madrid, España, 28 de abril de 1914) fue un militar español, destacado en las guerras de Cuba y Marruecos.

## Historia
En 1861 ingresó en la Academia Especial del Cuerpo de Ingenieros. En 1865 ingresó en la Academia del Estado Mayor. En 1868 fue nombrado teniente de Infantería. En 1870 fue nombrado teniente del Estado Mayor. En 1871 ascendió a capitán. Se casó con María Belén Mancebo. De este matrimonio nació, en 1876, José García-Aldave Mancebo, que también fue militar.
En 1872 llegó como militar a Cuba durante la Guerra de los Diez Años. Después del combate de Zarzal del 4 de junio de 1873 fue nombrado comandante. En junio de 1875 pasó a Santiago de Cuba como jefe de Estado Mayor. Tras la guerra, en 1878, fue nombrado coronel y destinado a la Comandancia General. Entre 1879 y 1880 combatió también en la llamada Guerra Chiquita.
En 1881 pasó a Madrid, al Depósito de Guerra, que era el archivo del Estado Mayor. En 1882 fue nombrado jefe de Estado Mayor de la Capitanía General de Galicia. En 1883 pasó a la Capitanía General de La Habana, donde estuvo ocho años y donde ascendió a comandante por antigüedad. En 1891 combatió el bandolerismo en las provincias de La Habana, Matanzas y Pinar del Río, logrando reducir grandemente este problema.
Por motivos de salud, regresó a la península en junio de 1892. En 1893 regresó a Cuba, encargándose de servicios topográficos. Pasado el tiempo obligatorio en Ultramar, regreso a la península a finales de ese año. El 28 de diciembre de 1893 es nombrado Ayudante de Campo del Comandante en Jefe del Sexto Cuerpo de Ejército.
En 1895, por la Guerra de la Independencia Cubana, regresó a la isla. Tras destacarse en combate en el poblado de las Delicias el 27 de agosto de 1897 fue nombrado general de división. Tras este conflicto y la Guerra Hispano-Estadounidense de 1898 organizó el regreso de las tropas a España hasta que regresó a Madrid en 1899. En el 1900 fue designado gobernador militar de Valencia y, en 1891, gobernador militar de Murcia y Cartagena.
En 1907 fue nombrado gobernador militar de Ceuta. Tras los acuerdos de España y Francia acerca de Marruecos en la Conferencia de Algeciras, conquistó territorios de la región de Tetuán por lo que el gobierno de José Canalejas le nombró teniente general. En 1912 cesó en el cargo y se trasladó a un cuartel en Madrid. En 1913 fue designado como capitán general de la 3.ª Región Militar en Valencia. En 1914 fue nombrado comandante general del Cuerpo y Cuartel de Inválidos. En 1913 Alfonso XIII le concedió el título de marqués de Guelaya, por su labor el norte de África, pero el título finalmente no tuvo efectividad.